# Приз Сікорського

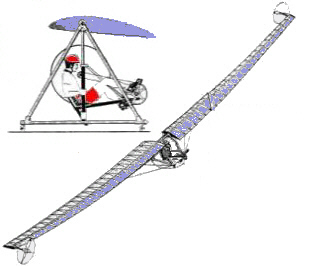
Проект Da vinci III розроблений командою з Кал.теху у 1989 році.

Приз Сікорського (англ. Sikorsky Prize) — нагорода, заснована в 1980 році Американською гелікоптерною спілкою. Нагорода мала бути сплачена за умови здійснення контрольованого вертикального польоту з використанням винятково людської мускульної сили. Премія названа на честь американського авіаконструктора українського походження Ігоря Сікорського.   Канадська команда Atlas 11 липня 2013 року здобула приз.
В 1980 році, коли премія була назначена Американською гелікоптерною спілкою її сума становила 20 000 $. У 2009 році сума винагороди завдяки компанії Sikorsky Aircraft була збільшена до 250 000 $. 

## Умови
Основі вимоги, щодо виплати премії зазначені Американською гелікоптерною спілкою:
- Конструкція повинна бути тяжчою за повітря. Заборонено використання газів легших за повітря.
- Швидкість руху повітряних мас (вітру) не може перевищувати на момент спроби 3 км/год.
- Машина має бути вертикального злету та посадки (VTOL) із конфігурацією на основі крил, що обертаються.
- Механізм має бути контрольований лише екіпажем під час запуску і польоту.
- Заборонено використання пристроїв для збереження енергії.
- Під час лету членам екіпажу заборонено полишати чи підсаджуватися в апарат. Також заборонено позбуватися якихось речовин.
- Пілотам заборонено використовувати допінг-речовини здатні підсилити якісь здатності людини.
- Машина повинна пробути щонайменше 60 секунд у повітрі і її найнижча частина має бути на висоті понад 3 метри відносно поверхні.
- Апарат не повинен відхилитися більше ніж на 10 метрів від стартової позиції.
- При зльоті-посадці допускається поміч двох людей на поверхні, але лише з метою стабілізації машини.
- Для зарахування спроби, її повинен засвідчити комісар з Міжнародної авіаційної федерації (англ. FAI).

## Спроби здобуття
На відміну від літаків на основі мускульної сили людини, які вже навіть перелітали Ла-Манш, апаратам вертикального злету ледь вдається припіднятися над поверхнею. Лише трьом командам здобувачів вдавалося піднятися над поверхнею. 

Зокрема:
- 1989 апарат створений студентами Каліфорнійського Політеху зміг піднятися в повітря на 7.1 секунди. Керівник проекту Луїс Обіспо.
- 07.03.1994 апарат Yuri I, створений студентами з університету Ніхон під керівництвом Акіро Наїто, завис у повітрі на висоті 20 см впродовж 19.46 секунд.
- 12.05.2011 апарат Gamera, від команди на чолі з Брендоном Бушем, зміг лише відірватися від поверхні в Мериленді.

## Виконання умов
11 липня 2013 року команда двох канадців на гелікоптері Atlas успішно виконала умови конкурсу.